# الحمام نخب (المحفد)

تعديل مصدري - تعديل

الحمام نخب هي إحدى قرى عزلة المحفد بمديرية المحفد التابعة لمحافظة أبين، بلغ تعداد سكانها 121 نسمة حسب تعداد اليمن لعام 2004.